# Segunda División B de Venezuela 2008-09
La Temporada 2008-09 de la Segunda División B de Venezuela se inició el 23 de agosto de 2008 y finalizó el 7 de junio de 2009 con la participación de 16 equipos.

## Sistema de competición
Se disputa el Torneo Apertura y el Torneo Clausura con 2 grupos (Centro Oriente y Occidente), los primeros de cada grupo del Torneo Apertura disputan una final y el ganador clasifica a la Segunda División de Venezuela y disputa la gran final y los primeros de cada grupo del Torneo Clausura disputan la final a partido único y el ganador clasifica a la Segunda División de Venezuela y a la gran final a partido único y los 2 últimos de cada grupo acumulado del torneo apertura y del torneo clausura descienden a la Tercera División de Venezuela y el ganador de la final del apertura y la final del clausura disputan la gran final doble partido.

## Equipos participantes
Los equipos participantes en la Temporada 2008-09 de la Segunda División B del Fútbol Venezolano son los siguientes:
| Grupo Centro-Oriental: - Atlético Orinoco, de Puerto Ordaz - Carabobo FC B, de Valencia - Fundación Cesarger FC, de Cumaná - Tucanes de Amazonas, de Puerto Ayacucho - UCV Aragua, de Maracay - Marineros de Margarita, de Porlamar - Minasoro FC, de El Callao - Academia San José, de Maracay |  | Grupo Occidental: - Atlético Cojedes, de San Carlos - Deportivo Táchira B, de San Cristóbal - Santa Bárbara FC, de Santa Bárbara del Zulia - Unión Atlético Lagunillas, de Lagunillas - Unión Atlético San Antonio, de San Antonio del Táchira - Academia Emeritense FC, de Mérida - Unión Atlético Falcón, de Coro - Atlético Córdoba, de Santa Ana del Táchira |

Sustituciones:
- Atlético Cojedes sustituye a Guaros de Lara FC B

## Torneo Apertura
El Torneo Apertura 2008 es el primer torneo de la Temporada 2008/09 en la Segunda División B de Venezuela.

### Grupo Centro Oriente
|   | Equipo                 | PTS | J  | G  | E | P | GF | GC | DG  |
| - | ---------------------- | --- | -- | -- | - | - | -- | -- | --- |
| 1 | Minasoro FC            | 32  | 14 | 10 | 4 | 2 | 28 | 11 | +17 |
| 2 | Fundación Cesarger FC  | 28  | 14 | 9  | 1 | 4 | 24 | 14 | +10 |
| 3 | Atlético Orinoco       | 20  | 14 | 5  | 5 | 4 | 21 | 20 | +1  |
| 4 | Tucanes de Amazonas    | 20  | 14 | 6  | 2 | 6 | 18 | 17 | +1  |
| 5 | Academia San José      | 17  | 14 | 4  | 5 | 5 | 17 | 18 | -1  |
| 6 | Carabobo FC B          | 15  | 14 | 3  | 6 | 5 | 15 | 19 | -4  |
| 7 | Marineros de Margarita | 12  | 14 | 3  | 3 | 8 | 13 | 20 | -7  |
| 8 | UCV Aragua             | 10  | 14 | 2  | 4 | 8 | 9  | 26 | -17 |

Leyenda: PTS (Puntos), J (Juegos), G (Ganados), E (Empatados), P (Perdidos), GF (Goles a Favor), GC (Goles en Contra), DG (Diferencia de Goles).

### Grupo Centro Occidente
|   | Equipo                     | PTS | J  | G | E | P  | GF | GC | DG  |
| - | -------------------------- | --- | -- | - | - | -- | -- | -- | --- |
| 1 | Unión Atlético San Antonio | 29  | 14 | 8 | 5 | 1  | 35 | 15 | +20 |
| 2 | Deportivo Táchira B        | 27  | 14 | 7 | 6 | 1  | 32 | 19 | +13 |
| 3 | Atlético Cojedes           | 25  | 14 | 7 | 4 | 3  | 28 | 21 | +7  |
| 4 | Atlético Córdoba           | 23  | 14 | 5 | 8 | 1  | 24 | 16 | +8  |
| 5 | Unión Atlético Lagunillas  | 18  | 14 | 5 | 3 | 6  | 23 | 22 | +1  |
| 6 | Academia Emeritense        | 16  | 14 | 5 | 1 | 8  | 31 | 26 | +5  |
| 7 | Santa Barbara FC           | 13  | 14 | 3 | 4 | 7  | 21 | 30 | -9  |
| 8 | Unión Atlético Falcón      | 1   | 14 | 0 | 1 | 13 | 6  | 51 | -45 |

## Final Torneo Apertura
Se disputó en un estadio neutral.
| 13 de diciembre de 2008                                                                                | Unión Atlético San Antonio                      | 3-1 (1-0) | Minasoro FC    | Estadio Brígido Iriarte, Caracas                      |                                                       |
| | Rotman Burguillos 9' 75' · Robinson Salgado 61' |           | Edwin Ruiz 57' | Asistencia: 300 espectadores Árbitro(s): Maiker Gómez | Asistencia: 300 espectadores Árbitro(s): Maiker Gómez |
| Unión Atlético San Antonio campeón del Torneo Apertura clasificando a la Segunda División de Venezuela |                                                 |           |                |                                                       |                                                       |

## Torneo Clausura
El Torneo Clausura 2009 es el primer torneo de la Temporada 2008/09 en la Segunda División B de Venezuela.

### Grupo Centro Oriente
|   | Equipo                 | PTS | J  | G  | E | P  | GF | GC | DG  |
| - | ---------------------- | --- | -- | -- | - | -- | -- | -- | --- |
| 1 | Fundación Cesarger FC  | 35  | 14 | 11 | 2 | 1  | 35 | 12 | +23 |
| 2 | Atlético Orinoco       | 30  | 14 | 9  | 3 | 2  | 29 | 12 | +17 |
| 3 | Marineros de Margarita | 25  | 14 | 7  | 4 | 3  | 20 | 12 | +8  |
| 4 | Carabobo FC B          | 19  | 14 | 6  | 1 | 7  | 16 | 24 | -8  |
| 5 | Tucanes de Amazonas    | 18  | 14 | 5  | 3 | 6  | 11 | 19 | -8  |
| 6 | Minasoro FC            | 16  | 14 | 4  | 4 | 6  | 21 | 16 | +5  |
| 7 | Academia San José      | 11  | 14 | 3  | 2 | 9  | 15 | 25 | -10 |
| 8 | UCV Aragua             | 4   | 14 | 1  | 1 | 12 | 8  | 35 | -27 |

Leyenda: PTS (Puntos), J (Juegos), G (Ganados), E (Empatados), P (Perdidos), GF (Goles a Favor), GC (Goles en Contra), DG (Diferencia de Goles).

### Grupo Centro Occidente
|   | Equipo                     | PTS | J  | G | E | P  | GF | GC | DG  |
| - | -------------------------- | --- | -- | - | - | -- | -- | -- | --- |
| 1 | Unión Atlético San Antonio | 30  | 12 | 9 | 3 | 0  | 22 | 9  | +13 |
| 2 | Deportivo Táchira B        | 27  | 12 | 8 | 3 | 1  | 38 | 21 | +17 |
| 3 | Atlético Córdoba           | 20  | 12 | 6 | 2 | 4  | 21 | 16 | +5  |
| 4 | Academia Emeritense        | 15  | 12 | 5 | 0 | 7  | 20 | 23 | +3  |
| 5 | Unión Atlético Lagunillas  | 12  | 12 | 3 | 3 | 6  | 19 | 22 | -3  |
| 6 | Atlético Cojedes           | 9   | 12 | 2 | 3 | 7  | 15 | 22 | -7  |
| 7 | Santa Barbara FC           | 6   | 12 | 2 | 0 | 10 | 13 | 35 | -22 |
| 8 | Unión Atlético Falcón(*)   | 0   | 0  | 0 | 0 | 0  | 0  | 0  | 0   |

- (*) Se retiró.

## Final Torneo Clausura
Se disputó en un estadio neutral.
| 24 de mayo de 2009                                                                                | Unión Atlético San Antonio | 1-2 (0-0) | Fundación Cesarger FC                   | Estadio Brígido Iriarte, Caracas |  |
|                                                                                                   | Robinson Salgado 50'       |           | Daniel Álvarez 57' · Jorge Bermúdez 63' |                                  |  |
| Fundación Cesarger FC campeón del Torneo Clausura clasificando a la Segunda División de Venezuela |                            |           |                                         |                                  |  |

## Final
La final de la división se disputó a partido de ida y vuelta:
| 31 de mayo de 2009 | Fundación Cesarger FC                  | 2-1 (2-0) | Unión Atlético San Antonio | Polideportivo Félix Lalito Velásquez, Cumaná |                                 |
|                    | Francisco Guerra 2' · Gelmin Rivas 12' |           | Robinson Salgado 65'       | Árbitro(s): Candelario Andarcia              | Árbitro(s): Candelario Andarcia |

| 7 de junio de 2009                                                                       | Unión Atlético San Antonio                             | 3-1 (3-1) | Fundación Cesarger FC | Estadio Pedro Rafael Chávez, San Antonio del Táchira |                          |
|                                                                                          | José Lizarazo 1' · Juan Cabez 8' · Robinso Salgado 22' |           | Gelmyn Rivas 5'       | Árbitro(s): Edson Suárez                             | Árbitro(s): Edson Suárez |
| Unión Atlético San Antonio consigue su 1er título de la Segunda División B de Venezuela. |                                                        |           |                       |                                                      |                          |

Unión Atlético San Antonio

Campeón

## Acumulada

### Grupo Centro Oriente
| Pos | Equipo                 | Pts | JJ | JG | JE | JP | GF | GC | Dif | Competición         |
| --- | ---------------------- | --- | -- | -- | -- | -- | -- | -- | --- | ------------------- |
| 1   | Fundación Cesarger FC  | 63  | 28 | 20 | 3  | 4  | 59 | 26 | +33 | Asciende a Segunda  |
| 2   | Atlético Orinoco       | 50  | 28 | 14 | 8  | 6  | 50 | 32 | +18 |                     |
| 3   | Minasoro FC            | 48  | 28 | 14 | 6  | 8  | 49 | 27 | +22 |                     |
| 4   | Tucanes de Amazonas    | 38  | 28 | 11 | 5  | 12 | 29 | 36 | -7  |                     |
| 5   | Marineros de Margarita | 37  | 28 | 10 | 7  | 11 | 33 | 32 | +1  |                     |
| 6   | Carabobo FC B          | 34  | 28 | 9  | 7  | 12 | 31 | 43 | -12 |                     |
| 7   | Academia San José      | 28  | 28 | 7  | 7  | 14 | 30 | 41 | -11 | Desciende a Tercera |
| 8   | UCV Aragua             | 13  | 28 | 3  | 4  | 21 | 19 | 63 | -44 | Desciende a Tercera |

### Grupo Centro Occidente
| Pos | Equipo                     | Pts | JJ | JG | JE | JP | GF | GC | Dif | Competición         |
| --- | -------------------------- | --- | -- | -- | -- | -- | -- | -- | --- | ------------------- |
| 1   | Unión Atlético San Antonio | 59  | 26 | 17 | 8  | 1  | 57 | 24 | +33 | Asciende a Segunda  |
| 2   | Deportivo Táchira B        | 54  | 26 | 15 | 9  | 2  | 70 | 40 | +30 |                     |
| 3   | Atlético Córdoba           | 43  | 26 | 11 | 10 | 5  | 45 | 32 | +13 |                     |
| 4   | Atlético Cojedes           | 34  | 26 | 9  | 7  | 10 | 43 | 43 | 0   |                     |
| 5   | Unión Atlético Lagunillas  | 30  | 26 | 8  | 6  | 12 | 42 | 44 | -2  |                     |
| 6   | Academia Emeritense        | 31  | 26 | 10 | 1  | 15 | 51 | 49 | +2  |                     |
| 7   | Santa Barbara FC           | 19  | 26 | 5  | 4  | 17 | 34 | 65 | -31 | Desciende a Tercera |
| 8   | Unión Atlético Falcón      | 1   | 14 | 0  | 1  | 13 | 6  | 51 | -45 | Desciende a Tercera |

### Top 5 goleadores[4]
| Jugador | Jugador              | Jugador         | Goles | Equipo                     |
| ------- | -------------------- | --------------- | ----- | -------------------------- |
| 1       | Bandera de Venezuela | Jean Salazar    | 11    | Academia Emeritense        |
| 2       | Bandera de Venezuela | Carlos Moreno   | 7(p1) | Deportivo Táchira B        |
| 2       | Bandera de Venezuela | Alfredo Navarro | 7     | Atlético Orinoco           |
| 4       | Bandera de Venezuela | Eliézer García  | 6     | Minasoro FC                |
| 4       | Bandera de Venezuela | Luis Bueno      | 6     | Unión Atlético San Antonio |